# سحلية دودية ثنائية الشفاه
سحلية دودية ثنائية الشفاه (الاسم العلمي: Amphisbaena bilabialatus) هي نوع من الزواحف تتبع جنس السحلية الدودية من فصيلة السحالي الدودية.